# Donisiellus decellei
Donisiellus decellei is een keversoort uit de familie zwartlijven (Tenebrionidae). De wetenschappelijke naam van de soort is voor het eerst geldig gepubliceerd in 1992 door H. J. Bremer.